# Carl Anton Mense
 (mai 2019).
Si vous disposez d'ouvrages ou d'articles de référence ou si vous connaissez des sites web de qualité traitant du thème abordé ici, merci de compléter l'article en donnant les références utiles à sa vérifiabilité et en les liant à la section « Notes et références ».
Carl Anton Mense (né le 28 mars 1861 à Rheine, mort le 24 octobre 1938 à Cassel) est un explorateur et un médecin allemand.

## Biographie
Carl Anton Mense naît à Rheine en 1861, où il obtient son diplôme du lycée Dionysianum. Il étudie ensuite la médecine aux universités de Leipzig, Kiel, Berlin et Munich. Il réussit son examen d'État en 1884 à Munich. 
Plus tard, en 1884, Mense devient chirurgien sur un cargo néerlandais et voyage dans l'Inde hollandaise (Indonésie). Inspiré par cette expérience, il a ensuite cherché à associer son métier de médecin à des voyages d'exploration. Son intérêt particulier était l'Afrique.
En 1885, il rejoint la « Société internationale pour l'Afrique » belge qui avait créé plusieurs stations le long du fleuve Congo. En juin 1885, Mense se rend lui-même au Congo où il travaille principalement dans les stations Vivi et Léopoldville (aujourd'hui Kinshasa). Là-bas, il travaille comme médecin et explore les environs des stations. 
Il est le premier Européen à gravir un sommet des monts Mangele, qui, en reconnaissance de son exploit, s'appellera « pic Mense » de 1885 à 1971 (aujourd'hui appelé mont Mangengenge). En tant que médecin, Mense rencontre des maladies avec lesquelles la recherche médicale allemande avait jusqu'ici  à peine été en contact, comme le béribéri, la trypanosomiase (maladie du sommeil), le ver de la médina (« ver de Guinée ») et le Frambösie, ou qui n'avaient fait l'objet que de très peu de recherches, telles que le paludisme ou la lèpre.
Malgré cela et malgré la pénurie de médicaments existants, Mense obtient de bons résultats et est fier qu'aucun homme blanc ne soit mort de la fièvre de la fameuse eau noire pendant son séjour. Vers la fin de son séjour au Congo, Mense participe à une expédition dans la région de Kwango, un affluent du sud du Congo, dont le cours n’était pas encore totalement connu. Mense quitte le Congo en 1887.
Après son retour, Mense travaille pendant une courte période en tant que médecin assistant à l'hôpital Lazarus de Berlin. En 1887, il reprend la pratique de Paul Langerhans à Madère. À Madère, un de ses patients, l’industriel Paul Riebeck de Halle, souffrant de maladies pulmonaires et rénales, lui demande de l’accompagner en tant que médecin personnel lors d’un voyage autour du monde qu’il souhaite effectuer avant sa mort. Lors de ce voyage, Mense étudié le peuple Bushmen en Afrique du Sud. Il visite également la Nouvelle-Zélande, l’Australie et les Samoa, Singapour, la Chine et le Japon. À Yokohama, Riebeck décède et Mense rentre en Allemagne via l’Afrique du Nord.
En Allemagne, Carl Mense travaille pendant les premiers mois de 1890 en tant que médecin assistant sous Max Joseph au département de dermatologie de Berlin. La même année, il s'établit à Cassel comme médecin des maladies de la peau et des maladies vénériennes. Mense commence à cette époque à souffrir d'une maladie dégénérative des yeux, ce qui est probablement la raison pour laquelle il renonce à voyager et s'installe à Cassel.

## Famille
Ses parents, père Georg Mense et mère Theodora Mense, étaient des commerçants à Rheine. Ils tenaient un grand magasin. Carl Mense est leur plus jeune enfant. Sa mère meurt à sa naissance.
Le 15 septembre 1890, Mense épouse Anna Brenken. Le couple va avoir huit enfants. Un de ces enfants meurt de pleurésie à l'âge de trois ans.

## Publications
Après s’être installé à Cassel, Mense commence à évaluer scientifiquement les résultats de ses nombreux travaux de recherche. À son retour d'Afrique, il avait déjà publié plusieurs rapports sur des questions médicales, hygiéniques, géographiques et ethnologiques. En 1897, il fonde l'Archive for Ship and Tropical Hygiene, la première revue indépendante de médecine tropicale en Allemagne. Il s'agit de son ouvrage le plus célèbre. Mense attire les premiers écrivains de médecine tropicale pour les archives, ce qui en fait un magazine international considéré comme incontournable. Mense lui-même a publié entre 1897 et 1931 un total de 33 articles, principalement des traités sur diverses maladies tropicales. En 1916, il cède la responsabilité de la rédaction à trois professeurs de l'Institut de médecine tropicale de Hambourg : Friedrich Fülleborn, Martin Mayer et Peter Mühlens, mais reste étroitement associé aux archives.

### Autres publications
- Observations linguistiques du Bas et du Moyen Congo, Fisher & Co., Cassel, 1895.
- Éducation sanitaire et médecine tropicales, 2 volumes, Süsserott, Berlin, 1902.
- Manuel des maladies tropicales, Johann Ambrosius Barth Verlag, Leipzig, 1905.
- Manuel de cosmétique, 1912.
- Les Cosmétiques dans un climat chaud, articles ed. par Max Joseph, 1912.
- Exanthèmes de la variole et analogues à la variole sous les tropiques, Johann Ambrosius Barth Verlag, Leipzig, 1914.
- L'Homme africain souffrant de la maladie du sommeil, Johann Ambrosius Barth Verlag, Leipzig, 1916.
- Maladies peu connues et noms de maladies tropicales, Johann Ambrosius Barth Verlag, Leipzig, 1923.

## Autres activités
De 1900 à 1914, Carl Mense est, en plus de son travail de dermatologue à Cassel, enseignant à l’école coloniale de Witzenhausen. L’école, créée en 1898, s’est donné pour objectif de préparer les agriculteurs, les planteurs, les techniciens et les commerçants au travail dans les colonies allemandes, notamment en Afrique. Mense voulait promouvoir la colonisation. Il donne des conférences sur la science de la santé tropicale et l'hygiène tropicale. Le directeur de l’école est Albert Fabarius, pasteur de la division de Coblence. Celui-ci insiste fortement en 1906 pour la nomination de Mense comme professeur. Mense est nommé en 1909 et travaille à cette école coloniale  jusqu'en 1914. Au début de la Première Guerre mondiale, le nombre d'élèves diminue tellement que Mense ne peut plus continuer à enseigner.
En 1924, à l'âge de 63 ans, il effectue à nouveau un voyage de quatre mois au Panama et en Californie en tant que médecin sur un navire. Le 24 octobre 1938, Mense meurt à Cassel, à l'âge de 77 ans.